# Villarrobledo
Villarrobledo è un comune spagnolo situato nella comunità autonoma di Castiglia-La Mancia.

## Amministrazione

### Gemellaggi
- Picassent

## Galleria d'immagini

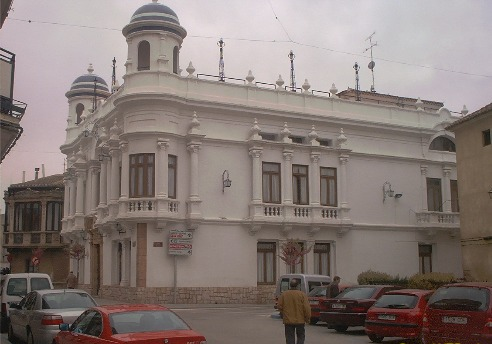
Circolo Mercantil e Industrial
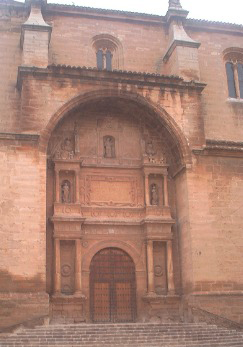
Porta rinascimentale di San Blas
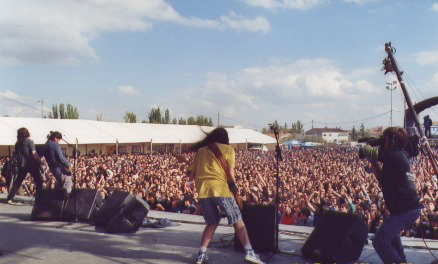
Festival Viña Rock
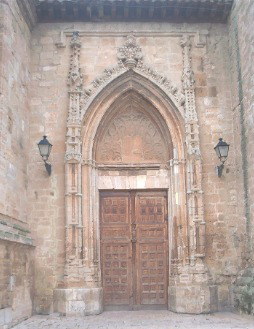
Porta gotica di San Blas
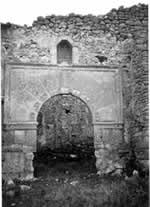
Chiesa di Moharras
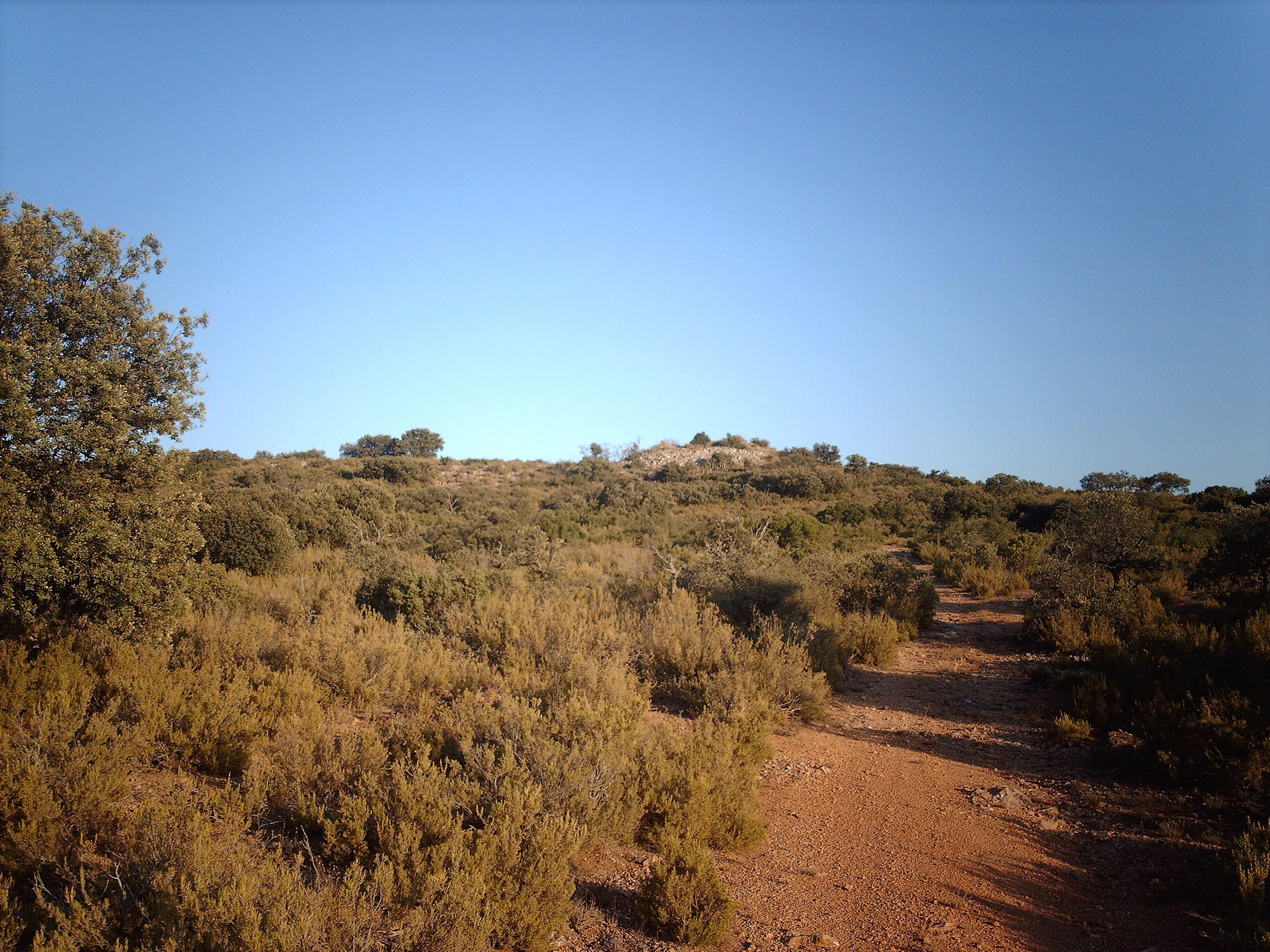
Cerro de La Encantá
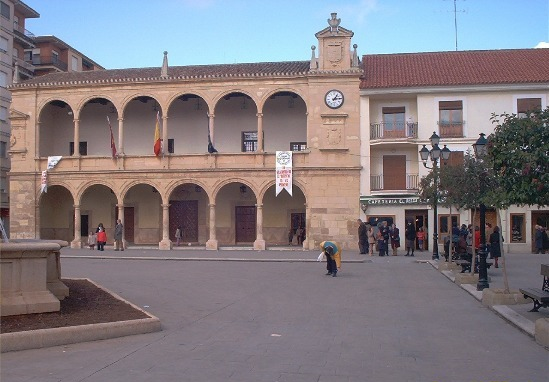
Ayuntamiento
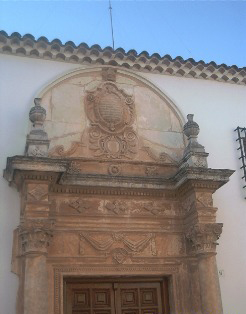
Casa solariega
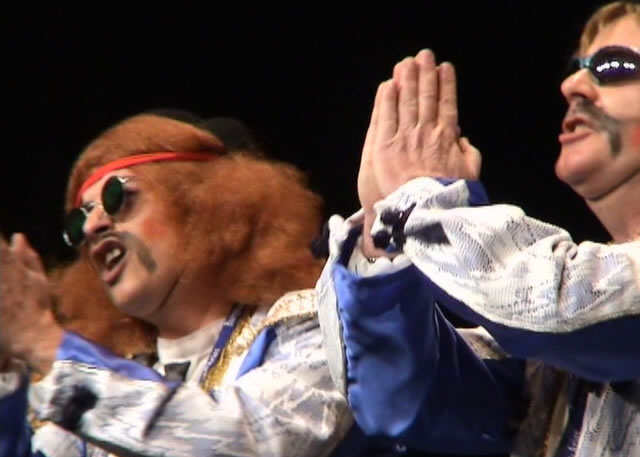
Chirigota del Carnaval
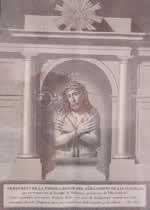
Cristo de las Injurias
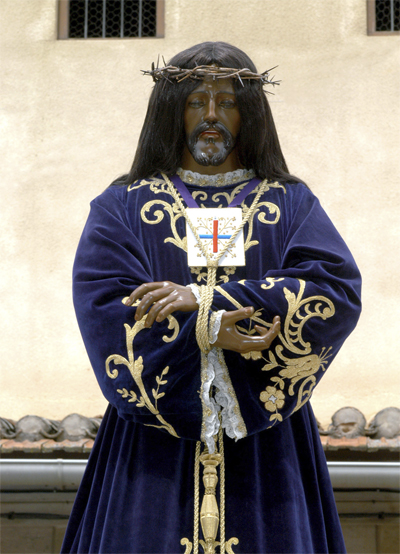
Gesù di Medinaceli
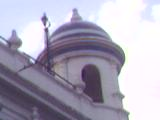
Cupola del Circolo Mercantil